# SIA Mod. 1938
La mitragliatrice SIA Mod.1938 è una mitragliatrice leggera italiana sviluppata nella seconda metà degli anni '30 in Italia. I numerosi modelli che furono prodotti in questo periodo erano nuovi per concezione e design o ammodernamenti di materiale bellico presente in gran numero nei magazzini italiani. La Mod. 38 infatti proviene da quest’ultima categoria, essendo una modernizzazione della SIA Mod. 1918.

## Storia
La mitragliatrice deriva dalla modifica della SIA Mod. 1918, realizzata del capitano del Regio Esercito Abiel Bethel Revelli di Beaumont. La Mod. 1918 fu presentata alla commissione esaminatrice del Regio Esercito nel gennaio del 1918. La produzione fu affidata alle officine della Società Italiana Aeroplani (SIA), praticamente una controllata della FIAT. Si trattava di una mitragliatrice leggera raffreddata ad aria da peso relativamente leggero per l’epoca di appena 16,3 kg scarica ma completa di sostegno, senza quest’ultimo l’arma pesava 10.7 Kg. L’arma è alimentata da un caricatore scatolare ricurvo di tipo bifilare e stampato in lamiera d’acciaio. Esso ha una capacità di 50 cartucce calibro 6,5 mm Mannlicher-Carcano e pieno pesa circa 2kg. Lo stesso viene inserito sulla parte superiore del castello. Il sistema d’alimentazione venne aspramente criticato perché particolarmente delicato ed incline ad inceppamenti. La posizione del caricatore fu ampiamente criticata dato che si pensava che rendeva il mitragliere facilmente individuabile. Ma questa è una critica futile rispetto ai problemi di affidabilità di cui l’arma soffriva. Secondo Giuseppe Carpitella, tenente colonnello del Regio Esercito, i principali problemi della mitragliatrice furono causati dalla penosa qualità costruttiva dell’arma e la cattiva manutenzione della stessa da parte dei reparti. Per quanto riguarda la prima affermazione, il tenente colonnello afferma che la cattiva qualità delle materie prime e l’urgente necessità di disporre in prima linea di tale arma causò non pochi problemi. Infatti furono numerosi gli incidenti causati da alcuni difetti di alimentazione dell’arma, infatti c’era la remota possibilità che un colpo esplodesse, causando il ferimento del povero servente dell’arma. Piccola curiosità, quest’arma fu inoltre montata sui Fiat 3000 in un complesso binato. Per evitare di danneggiare le due mitragliatrici le norme d’uso ne vietavano l’uso simultaneo. L’ordine era di sparare solo con un’arma, e di  utilizzare l’altra solamente nel caso di inceppamento della prima. Carpitella afferma anche che ci furono alcuni reparti in cui tali incidenti non si verificarono, soprattutto grazie al rispetto delle direttive date sull’uso e la manutenzione dell’arma. Nonostante questo la mitragliatrice della SIA, a causa della cattiva fama, fu presto relegata a ruoli secondari o peggio destinata a prendere polvere nei magazzini del Regio Esercito. In tutto quattromila SIA furono presto dimenticate nei magazzini, ed in seguito assegnate ai battaglioni territoriali, alle divisioni costiere ed alla M.V.S.N.

## Tecnica
Negli anni furono molti i tentativi di miglioramento e aggiornamento dell’arma, ma nessuno di questi riuscì nell’intento. Nel 1936 ci provò la Società Anonima Revelli Manifattura Armiguerra, supportata dal comando di corpo di Stato Maggiore. L’arma fu estensivamente studiata e provata nel centro esperienze di fanteria di Furbara. L’arma fu ufficialmente denominata SIA Mod. 1938. Rispetto al dal suo predecessore, onnanzitutto l’arma risulta più compatta e di più facile impiego, grazie all’accorciamento della canna ed all’adozione di un calcio simile a quello della Breda 30. Parlando della canna, non solo fu accorciata, ma fu eliminato anche il problema dello scoppio di eventuali proiettili fuori dalla canna. Inoltre la stessa può essere rimossa e sostituita in tempi rapidi. La cadenza di tiro fu ridotta dai 750 colpi al 1' a 400, in modo tale da aumentare la controllabilità dell'arma e di diminuirne l'usura. L'arma poteva sparare ora cartucce non lubrificate, ma fu comunque introdotto un sistema lubrificante definito “semiautomatico”. Composto da una scatola e da una pompa posti dietro al caricatore e sopra al castello, consentiva di lubrificare, ad ogni caricamento dell’arma, il tallone dell’otturatore e la spalletta del castello. Questo sistema era simile a quello adottato nella Breda Mod. 30 e sappiamo quali furono gli effetti che causò, sicuramente catastrofici. L’otturatore fu completamente ridisegnato per consentire il rallentamento del ritmo di fuoco e la scomparsa dello “scoppio del proiettile”. Con le nuove aggiunte l’arma ora pesava carica e completa di sostegno circa 18 kg. Non vi è però alcuna informazione riguardante un eventuale utilizzo operativo dell’arma, né quanti esemplari di Mod. 1918 furono convertiti in Mod. 1938. Si deduce che ne furono convertite un centinaio di esemplari per effettuare le valutazioni a Furbara e che con lo scoppiare del secondo conflitto mondiale il Regio Esercito perse interesse nella conversione, dato che le armi presenti in magazzino furono utilizzate per la difesa territoriale del nostro Paese.